# Zeugitai
Tot de zeugitai behoorden de burgers van de derde vermogensklasse in Griekenland gedurende de archaïsche periode (ca. 800 – 500 v.Chr.). Deze burgers waren overwegend welvarende zelfstandige boeren die beschikten over een jaarlijks inkomen van minstens 200 medimnen. Met die inkomsten konden zij zich een eigen wapenuitrusting permitteren waardoor zij als hopliet in het Atheense leger konden vechten.
De term zeugitai zou een afgeleide zijn van het Griekse woord ‘ζυγός’ wat zou betekenen dat zeugitai ofwel mannen waren die een juk van ossen konden betalen ofwel mannen waren die ‘samengespannen’ werden in de falanx.
Deze indeling van de burgerbevolking op basis van vermogen is een maatregel van de Griekse archont Solon (ca. 640 – 560 v.Chr.). Ten tijde van deze hervormingen verkregen de zeugitai het Atheense burgerrecht en konden zij bepaalde politieke functies bekleden, waaronder deel uitmaken van de boulè en de ekklèsia. In de loop der jaren steeg hun status waardoor zij vanaf 457/6 v.Chr. als archont verkozen konden worden.